# كونراد تاو
كونراد تاو (بالإنجليزية: Conrad Tao)‏ هو ملحن وعازف بيانو أمريكي، ولد في 12 يونيو 1994.

## وصلات خارجية
- الموقع الرسمي
- كونراد تاو على موقع ميوزك برينز (الإنجليزية)
- كونراد تاو على موقع أول ميوزيك (الإنجليزية)
- كونراد تاو على موقع ديسكوغز (الإنجليزية)